# Mohamad Fityan
Mohamad Fityan (Aleppo, 1 augustus 1984) is een Syrische muzikant en componist bekend om zijn beheersing van de ney en de kawala.

## Leven en carrière
Fityan studeerde onder Mohamad Kassas en Berj Kassis en ontving in 2010 zijn diploma van het Hoger Instituut voor Muziek in Damascus.
Hij trad op als solist in vele landen over de hele wereld met verschillende internationale orkesten en bands, waaronder het Syrische nationale orkest, het Syrische jazz big band orkest, Berliner Symphoniker, het Brusselse jazzorkest, de Bayerische Philharmonie, het Fanfare du Loup orkest, Codarts en Royal Conservatory Big Band, het Sarband-ensemble en anderen. Tijdens zijn carrière heeft hij concerten gespeeld in Europa, Azië, Noord-Afrika, het Midden-Oosten en de Verenigde Arabische Emiraten.
Fityan nam ook deel aan verschillende soundtracks voor series en films over de ney en de kawala.
In 2014 ontsnapte hij aan de burgeroorlog in zijn thuisland Syrië en kwam hij naar Berlijn waar hij een veilige plek vond om te wonen en zijn carrière als muzikant voort te zetten. Sindsdien heeft hij met veel Duitse musici samengewerkt, wat onder meer heeft geleid tot de vorming van zijn eigen band "Fityan" in 2016. Hun eerste EP "Oriental Space" werd in Duitsland opgenomen.
Naast componist en muzikant heeft Fityan ook een brede ervaring als muziekdocent. Hij gaf les aan verschillende instituten in Syrië, waaronder het Solhi al-Wadi Instituut voor Muziek, het Syrisch-Nederlandse 'Music in Me', ondersteund door UNRWA en UNICEF SOS Village. In Duitsland geeft hij les aan de Oriental Music Summer Academy en richtte hij zelfs zijn eigen 'Fityan Academy' op, een online academie voor ney en kawala, beginnend in 2018.

## Prijzen en onderscheidingen
- Prijs voor 'beste Nay-speler', wedstrijd van Syrische jeugdmusici in Syrië (2002).
- Prijs voor 'beste dirigent', wedstrijd van Syrische jeugdmusici in Syrië (2003).
- De eerste Nay-speler die solo speelt tijdens het lanceringsconcert van het Syrische Jazz Big Band orkest in het kasteel van Damascus (2005).
- Speciale uitnodiging van het kantoor van HH Sheikh Mohammed bin Rashid Al Maktoum, premier van de Verenigde Arabische Emiraten, om op te treden tijdens de openingsceremonie van de Dubai World Cup Horse Race 2015.